# Корнюшин, Владимир Юрьевич

## Биография
Получил высшее медицинское образование в Санкт-Петербурге в Военно-Медицинской Академии по специальности «врач: лечебное дело» и высшее экономическое образование в Высшей школе Управления и финансов Санкт-Петербургского Государственного Политехнического Университета по специальности «менеджер: менеджмент организации».
В последующем продолжал учиться и повышать свою квалификацию, как в области медицины, так и в области экономики.
В частности, в области медицины были получены дипломы по специальности «врач общей практики», «терапия», «диетология», «аллергология и иммунология», «организация здравоохранения и общественное здоровье».
Кроме того, совершенствуя свои знания в сфере экономических процессов Владимир Юрьевич получил диплом Master of Business Administration (MBA), диплом «Financial management» (Institute of Professional Financial Managers, Великобритания), дипломы в области юриспруденции («юрисконсульт»), техносферной безопасности («техносферная безопасность: безопасность труда»), педагогики («тьютор: тьюторское сопровождение образовательной деятельности»). А также десятки курсов семинаров, тренингов, как в России, так и за рубежом в частности в таких организациях как KAIZEN Institute, UNESCO Institute for Information Technologies in Education, American University of Business Administration, Московская Финансово-Юридическая Академия, Северо-Западный Институт повышения квалификации ФНС России, ФГУ «ЦНИИОИЗ Минздравсоцразвития» — USAID и т. д.
Одновременно Владимир Юрьевич вел большую учебно-методическую, педагогическую общественную и журналистскую деятельность: в 2003—2008 гг. работал старшим преподавателем СПбГИЭУ, в 2006—2011 гг. был тьютором Project Management Institute (PMI) (Институт управления проектами) и Moscow Business School, с 2007—2011 гг. преподавателем программ переподготовки и МВА Российского университета дружбы народов (РУДН), в 2013—2016 гг. являлся медицинским консультантом программ «Здоровье с Еленой Малышевой» (Здоровье (телепередача)) и «Жить здорово» (Жить здорово!), в 2015—2017 гг. занимал должность главного редактора медицинского журнала IN VIVO, с 2010 г. является постоянным экспертом и автором ведущего российского медико-фармацевтического издательства — ИД Бионика-Медиа.
В частности в изданиях ИД Бионика-медиа (газета «Фармацевтический вестник», журнал «Аптекарь» и т. д. в период с 2010 по 2018 гг опубликовано более 370 статей, в том числе:
«Аккредитация стала проще. Хорошо ли это?» (Подробнее читайте: https://pharmvestnik.ru/publs/farmvizor/obrazovanie-i-karjera/akkreditatsija-stala-prosche-xorosho-li-eto.html (недоступная+ссылка))
«Цена товара — ключевое возражение в аптеке» (Подробнее читайте: https://pharmvestnik.ru/publs/farmvizor/iskusstvo-prodazh/tsena-tovara-kljuchevoe-vozrazhenie-v-apteke.html (недоступная+ссылка))
«Провизор-заведующий. Право на отпуск лекарств надо заслужить!» (Подробнее читайте: https://pharmvestnik.ru/publs/farmvizor/obrazovanie-i-karjera/provizor-zavedujuschij-pravo-na-otpusk-lekarstv-nado-zasluzhitj.html (недоступная+ссылка))
«Приоритетная рекомендация» (Подробнее читайте: https://pharmvestnik.ru/publs/farmvizor/iskusstvo-prodazh/prioritetnaja-rekomendatsija.html (недоступная+ссылка))
«Маркировка нам поможет… или планы против реалий» (Подробнее читайте: https://pharmvestnik.ru/publs/farmvizor/obrazovanie-i-karjera/markirovka-nam-pomozhet-ili-plany-protiv-realij.html (недоступная+ссылка))
«Система мониторинга движения лс все ближе!» (Подробнее читайте: https://pharmvestnik.ru/publs/farmvizor/obrazovanie-i-karjera/sistema-monitoringa-dvizhenija-ls-vse-blizhe.html (недоступная+ссылка))
«Ветпрепараты в аптеке? Неожиданно, но законно!» (Подробнее читайте: https://pharmvestnik.ru/publs/farmvizor/obrazovanie-i-karjera/vetpreparaty-v-apteke-neozhidanno-no-zakonno.html (недоступная+ссылка))
«Дискаунтеры: в России и в мире» (Подробнее читайте: https://pharmvestnik.ru/publs/farmvizor/iskusstvo-prodazh/diskauntery-v-rossii-i-v-mire.html (недоступная+ссылка))
«Предложить дженерик больше не право, а обязанность первостольника!» (Подробнее читайте: https://pharmvestnik.ru/publs/farmvizor/obrazovanie-i-karjera/predlozhitj-dzhenerik-boljshe-ne-pravo-a-objazannostj-pervostoljnika.html (недоступная+ссылка))
«Ценность продукта для клиента» (Подробнее читайте: https://pharmvestnik.ru/publs/farmvizor/iskusstvo-prodazh/tsennostj-produkta-dlja-klienta.html (недоступная+ссылка))
«Итоги 2017. Реформы, успехи и Интернет» (Подробнее читайте: https://pharmvestnik.ru/publs/farmvizor/obrazovanie-i-karjera/itogi-2017-reformy-uspexi-i-internet.html (недоступная+ссылка))
и т. д.
Для интернет-портала «Человек Онлайн» подготовлено и опубликовано 135 статей.
Неоднократно включался в список наиболее влиятельных персон российской медико-фармацевтической прессы.
В общей сложности к 2018 году было опубликовано более 20 учебных и учебно-методических пособий и свыше 800 статей в России, странах СНГ и США, получивших признание профессионального и научного сообщества.
На 2018 год показатель научной активности Владимира Юрьевича составил:
Число цитирований из публикаций на elibrary.ru	186
Число цитирований из публикаций, входящих в РИНЦ 152
Индекс Хирша по публикациям elibrary.ru	4
Индекс Хирша по публикациям в РИНЦ	3
Дипломант IX международного конкурса деловой журналистики «PRESSЗВАНИЕ».
Спикер ряда российских и международных конференций «Аптека», «Здравоохранение» и т. д.
Основной сферой научно-практических и общественных интересов Владимира Юрьевича являются вопросы применения методик проектного менеджмента и правового регулирования с целью совершенствования качества и эффективности в здравоохранении.
Активно выступал в поддержку принятия закона о введении уголовной ответственности за подделку лекарственных средств.
Основатель научного направления «Управление качеством медицинской помощи и медицинских услуг на основе принципов проектного менеджмента и СМК».

## Членство в профессиональных организациях
- член Российского научного медицинского общества терапевтов
- член Российской ассоциации палиативной медицины
- член Федерации лабораторной медицины
- член Global GMO Free Coalition (GGFC, Глобальная коалиция за мир без ГМО)
- член European Federation of Internal Medicine (EFIM, Европейская федерация внутренней медицины)
- член International Society of Internal Medicine (ISIM, Международное общество внутренней медицины)
- член International Council of Ophthalmology ICO
- член Global Association of Risk Professionals (GARP) (Всемирной ассоциации профессиональных риск-менеджеров)
- член The Professional Risk Managers International Association (PRMIA) (Международной ассоциации профессиональных риск-менеджеров)